# Rundfunkjahr 1952

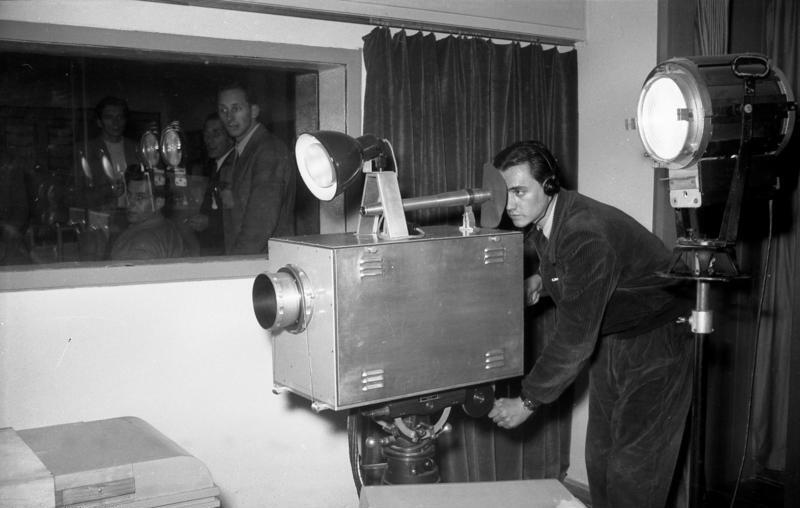
1952: Offizieller Fernsehstart in beiden Teilen Deutschlands

Liste der Rundfunkjahre

◄◄ | ◄ | 1948 | 1949 | 1950 | 1951 | Rundfunkjahr 1952 | 1953 | 1954 | 1955 | 1956 | ► | ►►

Weitere Ereignisse

## Allgemein
- Die DDR wird als Zentralstaat nach sowjetischem Muster aufgebaut. Der Verwaltungsreform von 1952 fallen die bisherigen Länderstrukturen zum Opfer und damit auch die auf dem Gebiet der DDR existierenden auf die Zeit vor dem Zweiten Weltkrieg zurückgehenden Landesrundfunkanstalten. So werden die Sendeketten des Berliner Rundfunks und des Mitteldeutschen Rundfunks aufgelöst und im Rahmen des Rundfunk der DDR neu aufgestellt.
- August – In den USA gründen die Verleger Harvey Kurtzman und William Maxwell Gaines das Satiremagazin Mad. Das spätere Maskottchen der Zeitschrift, der stets mit Zahnlücke grinsende Alfred E. Neumann, taucht mit seinem Motto What me worry (deutsch: Na Und?) erst rund drei Jahre danach, im März 1955, auf dem Titelblatt von Mad auf.
- 15. September – Gründung des Staatlichen Komitees für Rundfunk im sowjetischen Sektor Berlins. Damit wird die Kontrolle über die elektronischen Medien in der DDR direkt der SED unterstellt.

## Hörfunk

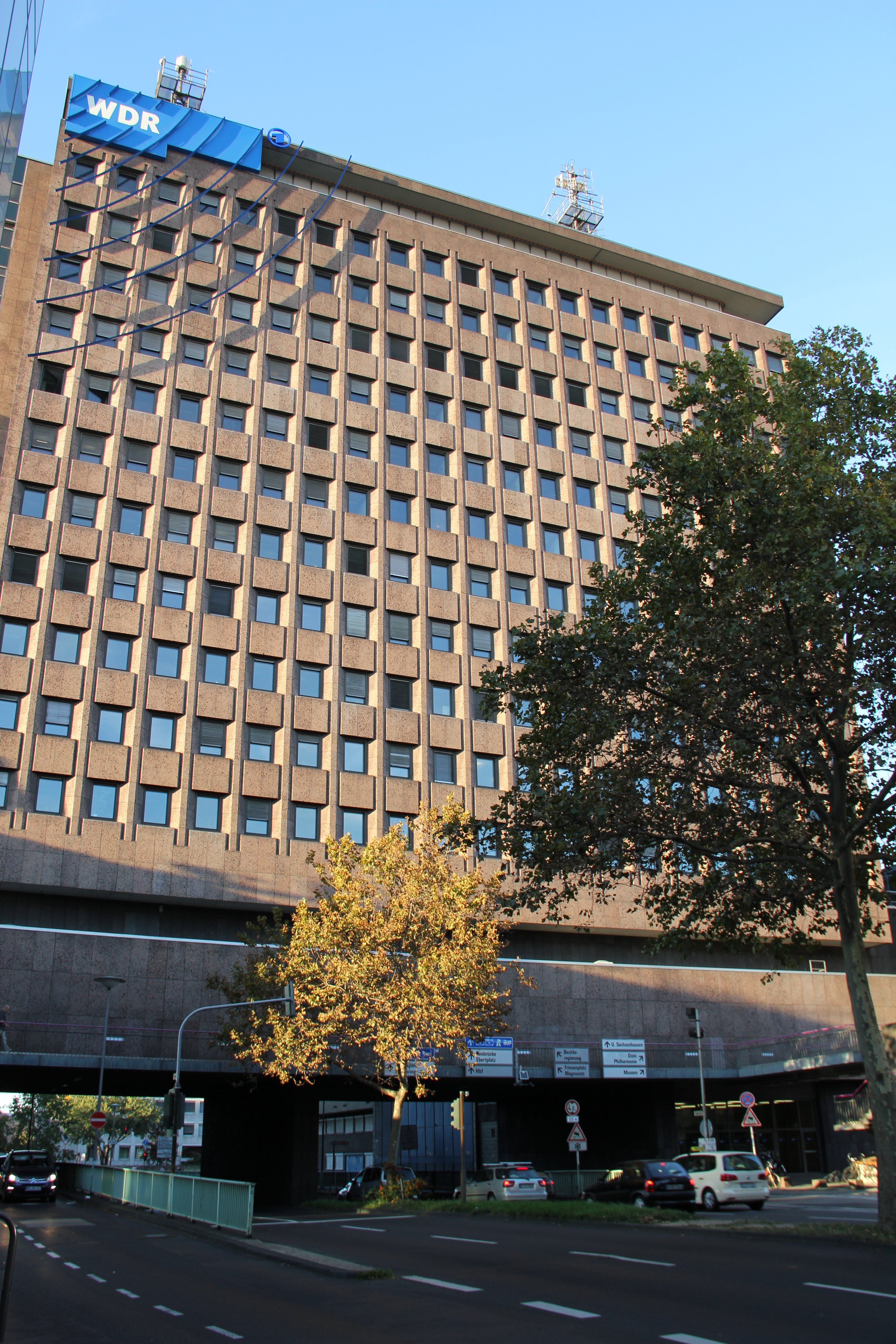
1952: Eröffnung des Funkhauses des WDR

- Erstmals wird der Hörspielpreis der Kriegsblinden vergeben.
- 24. April – Radio Wien und Rot-weiß-Rot berichten mit Livereportagen über die Überführung der neu gegossenen Pummerin, der größten Glocke des Wiener Stephansdoms. Ihre vom Beginn des 18. Jahrhunderts stammende Vorgängerin fiel dem Brand des Stephansdoms während der Schlacht um Wien 1945 zum Opfer.
- 21. Juni – Das Funkhaus Wallrafplatz, Hauptsitz des späteren WDR wird unweit des Doms in Köln eröffnet.
- 27. Juni – Nach 19 Jahren Laufzeit wird die US-amerikanische Radioseifenoper The Guiding Light eingestellt.
- 4. Oktober – der Saarländische Rundfunk regelmäßigen UKW-Sendungen
- 24. Oktober – Infolge des ersten Rundfunkgesetzes des Saarlandes wurde die Saarländischen Rundfunk GmbH gegründet.
- 30. November – Start der 1. Staffel, der vom NWDR Hamburg unter der Regie von Hans Gertberg produzierten Hörspielserie Gestatten, mein Name ist Cox von Rolf Becker, mit Carl-Heinz Schroth in der Titelrolle.
- 30. Dezember – Der NWDR strahlt erstmals die Hörspielfassung von Heinrich Bölls Satire Nicht nur zur Weihnachtszeit aus.

## Fernsehen

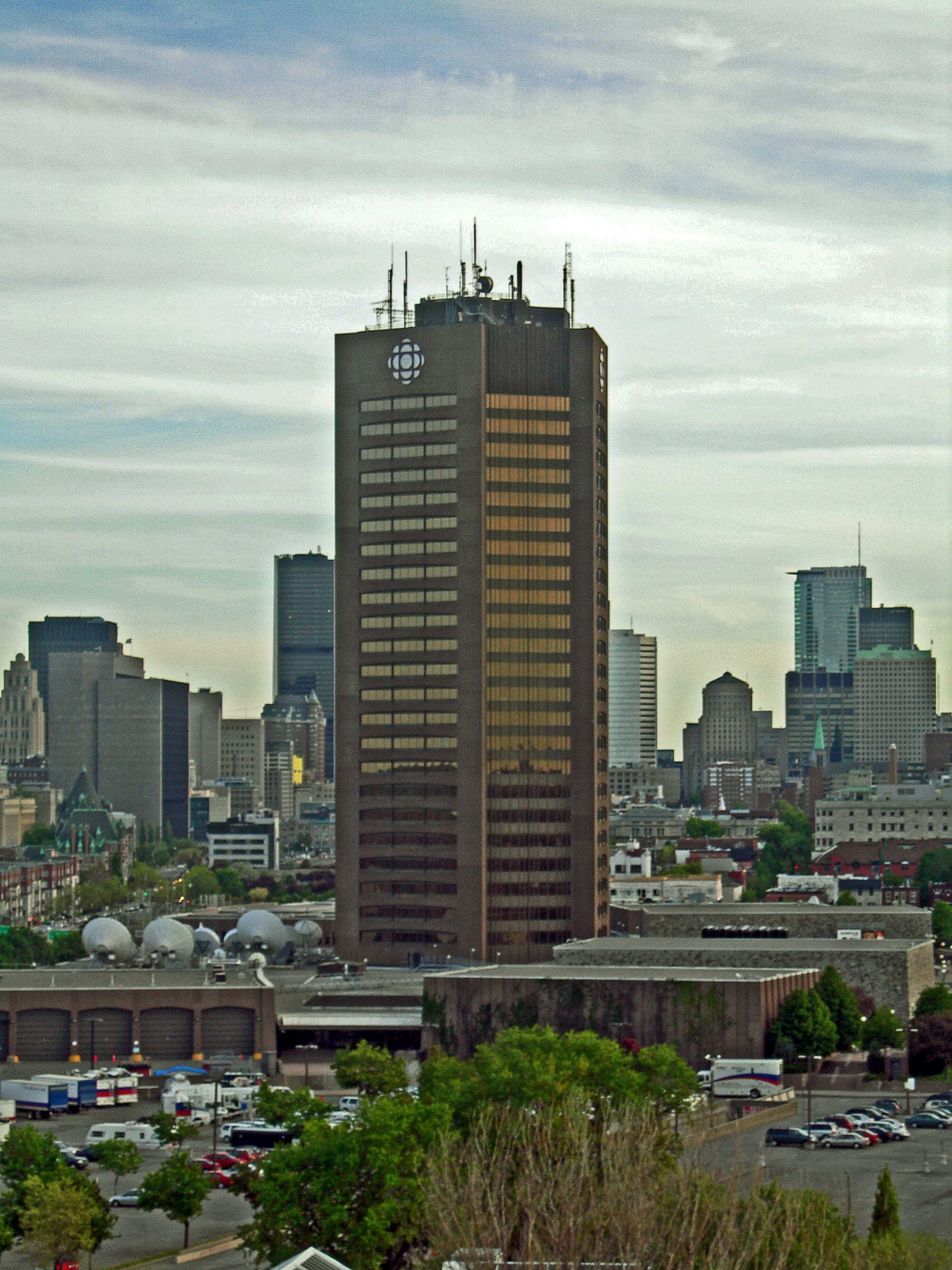
1952: Die CBC (Kanada) nimmt ihren regelmäßigen Fernsehbetrieb auf

- Im Rahmen Wahlkampfs um die Nachfolge Trumans werden in den USA die ersten politischen Werbespots im Fernsehen platziert.
- 15. Februar – Die BBC überträgt das Begräbnis von König Georg VI.
- 18. Februar – Bei den vierten Emmy-Awards wird als beste Unterhaltungssendung Your Show of Shows der Fernsehanstalt NBC ausgezeichnet, der Preis als bester Entertainer geht an Red Skelton.
- 30. Juni – Auf CBS ist die erste Folge von The Guiding Light zu sehen.
- September – Im US-Fernsehen ist die erste Folge der Musiksendung American Bandstand zu sehen.
- 6. September – In Montreal geht die französischsprachige Télévision de Radio-Canada in Betrieb und leitet damit offiziell das Fernsehzeitalter in Kanada ein.
- 8. September – Mit CBLT in Toronto geht die zweite – englischsprachige – Fernsehstation Kanadas auf Sendung.
- 12. September – Am Sender Langenberg findet das Richtfest für einen der reichweitenstärksten Fernsehsender statt.
- 21. Dezember – Anlässlich des 74. Geburtstags von Josef Stalin nimmt das Fernsehen der DDR offiziell seinen Betrieb auf. Bestandteil des ersten Sendetages ist die erste Ausgabe der Nachrichtensendung Aktuelle Kamera.
- 25. Dezember – Offizieller Fernsehstart in Westdeutschland: der Nordwestdeutsche Rundfunk nimmt um 20 Uhr unter der Bezeichnung NWDR-Fernsehen seinen Regelbetrieb auf. Gesendet wird zunächst aus dem Flakturm auf dem Heiligengeistfeld in Hamburg.
- 26. Dezember – Das NWDR-Fernsehen strahlt die erste Ausgabe der Tagesschau aus.

## Geboren
- 16. Februar – Wolfgang Lippert, deutscher Moderator und Entertainer, wird in Ost-Berlin geboren.
- 3. März – Ben Segenreich, österreichisch-israelischer TV-Journalist und Nahostexperte, wird in Wien geboren.
- 18. März – Michaela May, deutsche Schauspielerin, wird in München geboren.
- 28. April – Mary McDonnell, US-amerikanische Schauspielerin, wird in Wilkes-Barre, Pennsylvania geboren.
- 21. Mai – Mr. T (eigentlich Laurence Tureaud), US-amerikanischer Schauspieler (Das A-Team, 1983–1987), wird in Chicago geboren.
- 20. Juni – John Goodman, US-amerikanischer Schauspieler (‚Dan Conner‘ in Roseanne, 1988–1997), wird in St. Louis, Missouri geboren.
- 5. Juli – Albert Fortell, österreichischer Schauspieler, wird in Wien geboren.
- 15. Juli – Terry O’Quinn, US-amerikanischer Schauspieler (Raumschiff Enterprise: Das nächste Jahrhundert, 1987–1994), wird im Bundesstaat Michigan geboren.
- 17. Juli – David Hasselhoff, US-amerikanischer Schauspieler, wird in Baltimore geboren.
- 18. August – Patrick Swayze, US-amerikanischer Schauspieler (Fackeln im Sturm), wird in Houston, Texas geboren († 2009).
- 5. Oktober – Hermes Phettberg, österreichischer Talkmaster (Phettbergs Nette Leit Show, 1995–1996), wird in Hollabrunn geboren († 2024).
- 16. Oktober – Hannes Rossacher, österreichischer Filmproduzent („DoRo“), Film- und Fernsehregisseur, wird in Steyr (Oberösterreich) geboren.
- 3. November – Roseanne Barr, US-amerikanische Schauspielerin, wird in Salt Lake City, Utah geboren.
- 21. November – Terry Lloyd – britischer Fernsehjournalist und Kriegsberichterstatter, wird in Derby (Derbyshire) geboren († 2003).
- 24. November – Ilja Richter, deutscher Fernsehmoderator (ZDF-disco), Schauspieler und Synchronsprecher, wird in Berlin geboren.
- 9. Dezember – Michael Dorn, US-amerikanischer Schauspieler (Star Trek), wird in Texas geboren.

## Gestorben
- 03. Januar – Frederick Collins, US-amerikanischer Rundfunkpionier, stirbt im Alter von 82 Jahren in Nyack, New York.
- 15. Mai – Albert Bassermann, deutscher Schauspieler und Hörspielsprecher, stirbt 84-jährig in Zürich.
- 05. April – Hermann Kesser, deutscher Journalist, Romancier und Hörspielautor, stirbt 71-jährig in Basel.
- 17. April – Fritz Ernst Bettauer, deutscher Rundfunkpionier und Schriftsteller, stirbt 64-jährig in Berlin.
- 07. September – Wilhelm Ehlers, deutscher Schriftsteller, Journalist und RIAS-Sendeleiter, stirbt im Alter von 61 Jahren in Berlin.
- 09. Oktober – Josef Krahé, deutscher Schauspieler und Hörspielsprecher, stirbt 68-jährig in Leipzig.
- 02. Dezember – Oskar Grissemann, österreichischer Rundfunkpionier, stirbt im Alter von 63 Jahren.
- 27. Dezember – Horst Caspar, deutscher Schauspieler und Hörspielsprecher, stirbt 39-jährig in Berlin.